# ヒプシン
ヒプシン (Hypusine) は、全ての真核生物といくつかの古細菌で見られるが、細菌では見られない異常アミノ酸である。ハイプシンと呼ばれることもある。ヒプシンを含むことが分かっている唯一のタンパク質は真核生物翻訳開始因子5A(elf5A) と古細菌で見られる類似のタンパク質である。ヒトでは、elf5Aの2つのアイソフォームであるeIF-5A-1とeIF-5A-2が存在する。これらは2つの別の遺伝子によってコードされ、タンパク質生合成の最初のペプチド結合の形成を促進する。ヒプシン残基の周辺の領域は保存性が高く、eIF-5Aの機能に必須である。そのため、ヒプシンとeIF-5Aは真核細胞の生存と増殖に不可欠であると考えられている。
ヒプシンはリシン残基の翻訳後修飾によってeIF-5Aに形成される。これには2つの酵素と2つの反応が関わっている。
1. デオキシヒプシンシンターゼがスペルミジンを切断し、この4-アミノブチル基をeIF-5A前駆体のリシン残基のε-アミノ基に転移してデオキシヒプシンと1,3-ジアミノプロパンを形成する。
2. デオキシヒプシンヒドロキシラーゼがデオキシヒプシン残基に水酸基を付加し、ヒプシンを形成する。

子供や高リジン血症の患者の尿には、過剰量のヒプシンが存在する。
ヒプシンは、1971年に日本人科学者の芝哲夫博士らによってウシの脳から最初に発見された
。hypusineという名前は、hydroxyputrescine and lysineの略である。